# Adwa (volcà)
Adwa, també conegut com a Caaduba, Amoissa o Dabita, és un estratovolcà d'Etiòpia situat a la regió occidental de la Regió Somali. El cim s'eleva fins als 1.733 msnm i té una caldera de 4x5 km. La seva situació, proper a la frontera entre les tribus àfars i issa, fa que es conegui poc sobre el comportament passat i present del volcà. No obstant això, un terratrèmol i un estudi InSAR dirigit per Derek Keir mostra que una intrusió de magma d'uns 5 km de profunditat i 8 km de llarg va emanar del costat oriental del volcà el maig de 2000.